# Jan Land
Jan Pieter Nicolaas Land (født 23. april 1834 i Delft, død 1. maj 1897 i Arnhem) var en hollandsk orientalist, filosof og musikhistoriker.
Land studerede i Leiden filologi, filosofi og teologi. Særlig var den oldsyriske litteratur genstand for hans studium, og man skylder ham gode udgaver af flere vigtige, hidtil uudgivne og lidet kendte syriske skrifter, af hvilke han afskrev adskillige i London (udgivne i hans Anecdota Syriaca, 4 bind, London 1862—75). Allerede 1856 havde Land i Leiden udgivet et fortræffeligt skrift: Johannes, Bischof von Ephesos. Fra 1859 opholdt han sig i Amsterdam, først som det nederlandske bibelselskabs sekretær, siden, fra 1864, som professor i østerlandske sprog og filosofi ved Amsterdams Athenæum; 1872 forflyttedes han til Leiden som professor ved universitetet. I 1869 udgav Land i Amsterdam Hebreeuwsche Grammatica, I (på engelsk 1876 i London). 
Af hans filosofiske arbejder må særlig nævnes hans værker om Spinoza: Ter Gedachtenis van Spinoza (Leiden 1877; på engelsk, London 1882), Baruch de Spinoza Opera (udgivet med Vloten i 2 bind, Haag 1882—83) og Inleiding tot de wissbegeerte (Haag 1889), Arnold Geulincx: Opera philosophica (Haag 1891—93); af hans musikhistoriske: Correspondance et æuvres musicales de Constantin Huygens (udgivet af Land og Jonckbloet, Haag 1882), Recherches sur l'histoire de la gamme arabe (Leiden 1884), Over onze kennis der Javaansche Muziek (Haag 1891) med mere. 